# Adelaide av Boulogne
Adelaide av Boulogne, född 1190, död 1265, var regerande greve av Boulogne från 1261 till 1265.